# Анти-Хуме тема
Те́ма анти-Г'юма — тема в шаховій композиції. Анти-форма теми Г'юма. Суть теми — гра повної чорної пів-зв'язки зі зв'язуванням білої (білих) фігур.

## Історія

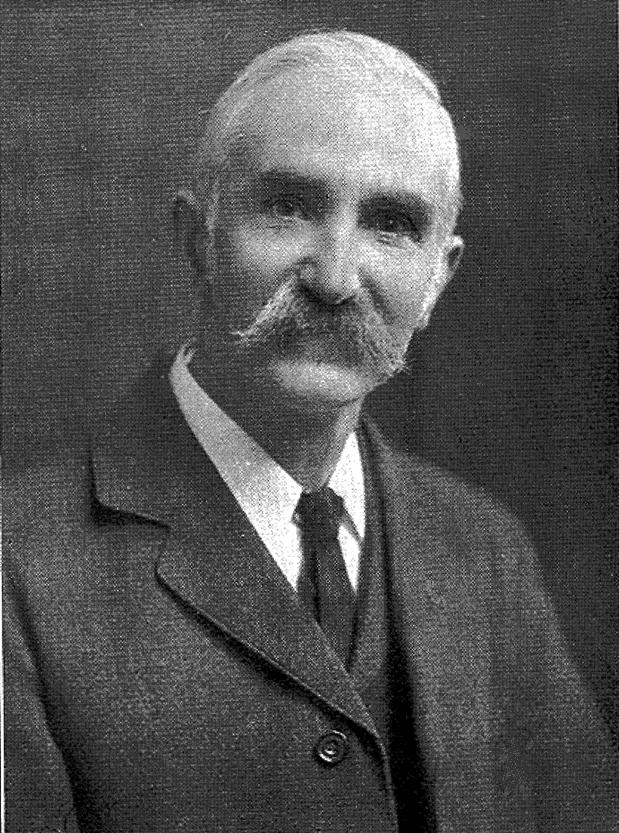
Джордж Г'юм

В базовій формі теми Г'юма є гра повної чорної пів-зв'язки з розв'язуванням білої (білих) фігур, а в анти-формі також є гра повної чорної пів-зв'язки, але вже зі зв'язуванням білої (білих) фігур. Тему запропонував англійський шаховий композитор Джордж Г'юм (16.12.1862 — 14.01.1936) на початку ХХ століття. Він розробляв обидві форми теми.
Анти-форма теми — це зміна базових тактичних моментів, характерних для основної теми, на протилежні тактичні моменти. При вираженні анти-форми теми Хуме у варіантах зв'язується одна з білих фігур, що призводить до антидуального розділення матів.
Анти-форма теми дістала назву — тема анти-Г'юма.
|   | a | b | c | d | e | f | g | h |   |
| 8 | d8 чорний слон · e8 біла тура · c7 чорний пішак · e7 чорний кінь · f7 чорний пішак · a6 білий ферзь · c6 білий пішак · f6 білий кінь · d5 чорна тура · e5 чорний кінь · f5 біла тура · g5 білий король · h5 чорний пішак · d4 чорний пішак · h4 білий кінь · c3 білий слон · d3 білий пішак · e3 чорний король · f3 чорний пішак · f2 чорний пішак · f1 білий слон | d8 чорний слон · e8 біла тура · c7 чорний пішак · e7 чорний кінь · f7 чорний пішак · a6 білий ферзь · c6 білий пішак · f6 білий кінь · d5 чорна тура · e5 чорний кінь · f5 біла тура · g5 білий король · h5 чорний пішак · d4 чорний пішак · h4 білий кінь · c3 білий слон · d3 білий пішак · e3 чорний король · f3 чорний пішак · f2 чорний пішак · f1 білий слон | d8 чорний слон · e8 біла тура · c7 чорний пішак · e7 чорний кінь · f7 чорний пішак · a6 білий ферзь · c6 білий пішак · f6 білий кінь · d5 чорна тура · e5 чорний кінь · f5 біла тура · g5 білий король · h5 чорний пішак · d4 чорний пішак · h4 білий кінь · c3 білий слон · d3 білий пішак · e3 чорний король · f3 чорний пішак · f2 чорний пішак · f1 білий слон | d8 чорний слон · e8 біла тура · c7 чорний пішак · e7 чорний кінь · f7 чорний пішак · a6 білий ферзь · c6 білий пішак · f6 білий кінь · d5 чорна тура · e5 чорний кінь · f5 біла тура · g5 білий король · h5 чорний пішак · d4 чорний пішак · h4 білий кінь · c3 білий слон · d3 білий пішак · e3 чорний король · f3 чорний пішак · f2 чорний пішак · f1 білий слон | d8 чорний слон · e8 біла тура · c7 чорний пішак · e7 чорний кінь · f7 чорний пішак · a6 білий ферзь · c6 білий пішак · f6 білий кінь · d5 чорна тура · e5 чорний кінь · f5 біла тура · g5 білий король · h5 чорний пішак · d4 чорний пішак · h4 білий кінь · c3 білий слон · d3 білий пішак · e3 чорний король · f3 чорний пішак · f2 чорний пішак · f1 білий слон | d8 чорний слон · e8 біла тура · c7 чорний пішак · e7 чорний кінь · f7 чорний пішак · a6 білий ферзь · c6 білий пішак · f6 білий кінь · d5 чорна тура · e5 чорний кінь · f5 біла тура · g5 білий король · h5 чорний пішак · d4 чорний пішак · h4 білий кінь · c3 білий слон · d3 білий пішак · e3 чорний король · f3 чорний пішак · f2 чорний пішак · f1 білий слон | d8 чорний слон · e8 біла тура · c7 чорний пішак · e7 чорний кінь · f7 чорний пішак · a6 білий ферзь · c6 білий пішак · f6 білий кінь · d5 чорна тура · e5 чорний кінь · f5 біла тура · g5 білий король · h5 чорний пішак · d4 чорний пішак · h4 білий кінь · c3 білий слон · d3 білий пішак · e3 чорний король · f3 чорний пішак · f2 чорний пішак · f1 білий слон | d8 чорний слон · e8 біла тура · c7 чорний пішак · e7 чорний кінь · f7 чорний пішак · a6 білий ферзь · c6 білий пішак · f6 білий кінь · d5 чорна тура · e5 чорний кінь · f5 біла тура · g5 білий король · h5 чорний пішак · d4 чорний пішак · h4 білий кінь · c3 білий слон · d3 білий пішак · e3 чорний король · f3 чорний пішак · f2 чорний пішак · f1 білий слон | 8 |
| 7 | d8 чорний слон · e8 біла тура · c7 чорний пішак · e7 чорний кінь · f7 чорний пішак · a6 білий ферзь · c6 білий пішак · f6 білий кінь · d5 чорна тура · e5 чорний кінь · f5 біла тура · g5 білий король · h5 чорний пішак · d4 чорний пішак · h4 білий кінь · c3 білий слон · d3 білий пішак · e3 чорний король · f3 чорний пішак · f2 чорний пішак · f1 білий слон | d8 чорний слон · e8 біла тура · c7 чорний пішак · e7 чорний кінь · f7 чорний пішак · a6 білий ферзь · c6 білий пішак · f6 білий кінь · d5 чорна тура · e5 чорний кінь · f5 біла тура · g5 білий король · h5 чорний пішак · d4 чорний пішак · h4 білий кінь · c3 білий слон · d3 білий пішак · e3 чорний король · f3 чорний пішак · f2 чорний пішак · f1 білий слон | d8 чорний слон · e8 біла тура · c7 чорний пішак · e7 чорний кінь · f7 чорний пішак · a6 білий ферзь · c6 білий пішак · f6 білий кінь · d5 чорна тура · e5 чорний кінь · f5 біла тура · g5 білий король · h5 чорний пішак · d4 чорний пішак · h4 білий кінь · c3 білий слон · d3 білий пішак · e3 чорний король · f3 чорний пішак · f2 чорний пішак · f1 білий слон | d8 чорний слон · e8 біла тура · c7 чорний пішак · e7 чорний кінь · f7 чорний пішак · a6 білий ферзь · c6 білий пішак · f6 білий кінь · d5 чорна тура · e5 чорний кінь · f5 біла тура · g5 білий король · h5 чорний пішак · d4 чорний пішак · h4 білий кінь · c3 білий слон · d3 білий пішак · e3 чорний король · f3 чорний пішак · f2 чорний пішак · f1 білий слон | d8 чорний слон · e8 біла тура · c7 чорний пішак · e7 чорний кінь · f7 чорний пішак · a6 білий ферзь · c6 білий пішак · f6 білий кінь · d5 чорна тура · e5 чорний кінь · f5 біла тура · g5 білий король · h5 чорний пішак · d4 чорний пішак · h4 білий кінь · c3 білий слон · d3 білий пішак · e3 чорний король · f3 чорний пішак · f2 чорний пішак · f1 білий слон | d8 чорний слон · e8 біла тура · c7 чорний пішак · e7 чорний кінь · f7 чорний пішак · a6 білий ферзь · c6 білий пішак · f6 білий кінь · d5 чорна тура · e5 чорний кінь · f5 біла тура · g5 білий король · h5 чорний пішак · d4 чорний пішак · h4 білий кінь · c3 білий слон · d3 білий пішак · e3 чорний король · f3 чорний пішак · f2 чорний пішак · f1 білий слон | d8 чорний слон · e8 біла тура · c7 чорний пішак · e7 чорний кінь · f7 чорний пішак · a6 білий ферзь · c6 білий пішак · f6 білий кінь · d5 чорна тура · e5 чорний кінь · f5 біла тура · g5 білий король · h5 чорний пішак · d4 чорний пішак · h4 білий кінь · c3 білий слон · d3 білий пішак · e3 чорний король · f3 чорний пішак · f2 чорний пішак · f1 білий слон | d8 чорний слон · e8 біла тура · c7 чорний пішак · e7 чорний кінь · f7 чорний пішак · a6 білий ферзь · c6 білий пішак · f6 білий кінь · d5 чорна тура · e5 чорний кінь · f5 біла тура · g5 білий король · h5 чорний пішак · d4 чорний пішак · h4 білий кінь · c3 білий слон · d3 білий пішак · e3 чорний король · f3 чорний пішак · f2 чорний пішак · f1 білий слон | 7 |
| 6 | d8 чорний слон · e8 біла тура · c7 чорний пішак · e7 чорний кінь · f7 чорний пішак · a6 білий ферзь · c6 білий пішак · f6 білий кінь · d5 чорна тура · e5 чорний кінь · f5 біла тура · g5 білий король · h5 чорний пішак · d4 чорний пішак · h4 білий кінь · c3 білий слон · d3 білий пішак · e3 чорний король · f3 чорний пішак · f2 чорний пішак · f1 білий слон | d8 чорний слон · e8 біла тура · c7 чорний пішак · e7 чорний кінь · f7 чорний пішак · a6 білий ферзь · c6 білий пішак · f6 білий кінь · d5 чорна тура · e5 чорний кінь · f5 біла тура · g5 білий король · h5 чорний пішак · d4 чорний пішак · h4 білий кінь · c3 білий слон · d3 білий пішак · e3 чорний король · f3 чорний пішак · f2 чорний пішак · f1 білий слон | d8 чорний слон · e8 біла тура · c7 чорний пішак · e7 чорний кінь · f7 чорний пішак · a6 білий ферзь · c6 білий пішак · f6 білий кінь · d5 чорна тура · e5 чорний кінь · f5 біла тура · g5 білий король · h5 чорний пішак · d4 чорний пішак · h4 білий кінь · c3 білий слон · d3 білий пішак · e3 чорний король · f3 чорний пішак · f2 чорний пішак · f1 білий слон | d8 чорний слон · e8 біла тура · c7 чорний пішак · e7 чорний кінь · f7 чорний пішак · a6 білий ферзь · c6 білий пішак · f6 білий кінь · d5 чорна тура · e5 чорний кінь · f5 біла тура · g5 білий король · h5 чорний пішак · d4 чорний пішак · h4 білий кінь · c3 білий слон · d3 білий пішак · e3 чорний король · f3 чорний пішак · f2 чорний пішак · f1 білий слон | d8 чорний слон · e8 біла тура · c7 чорний пішак · e7 чорний кінь · f7 чорний пішак · a6 білий ферзь · c6 білий пішак · f6 білий кінь · d5 чорна тура · e5 чорний кінь · f5 біла тура · g5 білий король · h5 чорний пішак · d4 чорний пішак · h4 білий кінь · c3 білий слон · d3 білий пішак · e3 чорний король · f3 чорний пішак · f2 чорний пішак · f1 білий слон | d8 чорний слон · e8 біла тура · c7 чорний пішак · e7 чорний кінь · f7 чорний пішак · a6 білий ферзь · c6 білий пішак · f6 білий кінь · d5 чорна тура · e5 чорний кінь · f5 біла тура · g5 білий король · h5 чорний пішак · d4 чорний пішак · h4 білий кінь · c3 білий слон · d3 білий пішак · e3 чорний король · f3 чорний пішак · f2 чорний пішак · f1 білий слон | d8 чорний слон · e8 біла тура · c7 чорний пішак · e7 чорний кінь · f7 чорний пішак · a6 білий ферзь · c6 білий пішак · f6 білий кінь · d5 чорна тура · e5 чорний кінь · f5 біла тура · g5 білий король · h5 чорний пішак · d4 чорний пішак · h4 білий кінь · c3 білий слон · d3 білий пішак · e3 чорний король · f3 чорний пішак · f2 чорний пішак · f1 білий слон | d8 чорний слон · e8 біла тура · c7 чорний пішак · e7 чорний кінь · f7 чорний пішак · a6 білий ферзь · c6 білий пішак · f6 білий кінь · d5 чорна тура · e5 чорний кінь · f5 біла тура · g5 білий король · h5 чорний пішак · d4 чорний пішак · h4 білий кінь · c3 білий слон · d3 білий пішак · e3 чорний король · f3 чорний пішак · f2 чорний пішак · f1 білий слон | 6 |
| 5 | d8 чорний слон · e8 біла тура · c7 чорний пішак · e7 чорний кінь · f7 чорний пішак · a6 білий ферзь · c6 білий пішак · f6 білий кінь · d5 чорна тура · e5 чорний кінь · f5 біла тура · g5 білий король · h5 чорний пішак · d4 чорний пішак · h4 білий кінь · c3 білий слон · d3 білий пішак · e3 чорний король · f3 чорний пішак · f2 чорний пішак · f1 білий слон | d8 чорний слон · e8 біла тура · c7 чорний пішак · e7 чорний кінь · f7 чорний пішак · a6 білий ферзь · c6 білий пішак · f6 білий кінь · d5 чорна тура · e5 чорний кінь · f5 біла тура · g5 білий король · h5 чорний пішак · d4 чорний пішак · h4 білий кінь · c3 білий слон · d3 білий пішак · e3 чорний король · f3 чорний пішак · f2 чорний пішак · f1 білий слон | d8 чорний слон · e8 біла тура · c7 чорний пішак · e7 чорний кінь · f7 чорний пішак · a6 білий ферзь · c6 білий пішак · f6 білий кінь · d5 чорна тура · e5 чорний кінь · f5 біла тура · g5 білий король · h5 чорний пішак · d4 чорний пішак · h4 білий кінь · c3 білий слон · d3 білий пішак · e3 чорний король · f3 чорний пішак · f2 чорний пішак · f1 білий слон | d8 чорний слон · e8 біла тура · c7 чорний пішак · e7 чорний кінь · f7 чорний пішак · a6 білий ферзь · c6 білий пішак · f6 білий кінь · d5 чорна тура · e5 чорний кінь · f5 біла тура · g5 білий король · h5 чорний пішак · d4 чорний пішак · h4 білий кінь · c3 білий слон · d3 білий пішак · e3 чорний король · f3 чорний пішак · f2 чорний пішак · f1 білий слон | d8 чорний слон · e8 біла тура · c7 чорний пішак · e7 чорний кінь · f7 чорний пішак · a6 білий ферзь · c6 білий пішак · f6 білий кінь · d5 чорна тура · e5 чорний кінь · f5 біла тура · g5 білий король · h5 чорний пішак · d4 чорний пішак · h4 білий кінь · c3 білий слон · d3 білий пішак · e3 чорний король · f3 чорний пішак · f2 чорний пішак · f1 білий слон | d8 чорний слон · e8 біла тура · c7 чорний пішак · e7 чорний кінь · f7 чорний пішак · a6 білий ферзь · c6 білий пішак · f6 білий кінь · d5 чорна тура · e5 чорний кінь · f5 біла тура · g5 білий король · h5 чорний пішак · d4 чорний пішак · h4 білий кінь · c3 білий слон · d3 білий пішак · e3 чорний король · f3 чорний пішак · f2 чорний пішак · f1 білий слон | d8 чорний слон · e8 біла тура · c7 чорний пішак · e7 чорний кінь · f7 чорний пішак · a6 білий ферзь · c6 білий пішак · f6 білий кінь · d5 чорна тура · e5 чорний кінь · f5 біла тура · g5 білий король · h5 чорний пішак · d4 чорний пішак · h4 білий кінь · c3 білий слон · d3 білий пішак · e3 чорний король · f3 чорний пішак · f2 чорний пішак · f1 білий слон | d8 чорний слон · e8 біла тура · c7 чорний пішак · e7 чорний кінь · f7 чорний пішак · a6 білий ферзь · c6 білий пішак · f6 білий кінь · d5 чорна тура · e5 чорний кінь · f5 біла тура · g5 білий король · h5 чорний пішак · d4 чорний пішак · h4 білий кінь · c3 білий слон · d3 білий пішак · e3 чорний король · f3 чорний пішак · f2 чорний пішак · f1 білий слон | 5 |
| 4 | d8 чорний слон · e8 біла тура · c7 чорний пішак · e7 чорний кінь · f7 чорний пішак · a6 білий ферзь · c6 білий пішак · f6 білий кінь · d5 чорна тура · e5 чорний кінь · f5 біла тура · g5 білий король · h5 чорний пішак · d4 чорний пішак · h4 білий кінь · c3 білий слон · d3 білий пішак · e3 чорний король · f3 чорний пішак · f2 чорний пішак · f1 білий слон | d8 чорний слон · e8 біла тура · c7 чорний пішак · e7 чорний кінь · f7 чорний пішак · a6 білий ферзь · c6 білий пішак · f6 білий кінь · d5 чорна тура · e5 чорний кінь · f5 біла тура · g5 білий король · h5 чорний пішак · d4 чорний пішак · h4 білий кінь · c3 білий слон · d3 білий пішак · e3 чорний король · f3 чорний пішак · f2 чорний пішак · f1 білий слон | d8 чорний слон · e8 біла тура · c7 чорний пішак · e7 чорний кінь · f7 чорний пішак · a6 білий ферзь · c6 білий пішак · f6 білий кінь · d5 чорна тура · e5 чорний кінь · f5 біла тура · g5 білий король · h5 чорний пішак · d4 чорний пішак · h4 білий кінь · c3 білий слон · d3 білий пішак · e3 чорний король · f3 чорний пішак · f2 чорний пішак · f1 білий слон | d8 чорний слон · e8 біла тура · c7 чорний пішак · e7 чорний кінь · f7 чорний пішак · a6 білий ферзь · c6 білий пішак · f6 білий кінь · d5 чорна тура · e5 чорний кінь · f5 біла тура · g5 білий король · h5 чорний пішак · d4 чорний пішак · h4 білий кінь · c3 білий слон · d3 білий пішак · e3 чорний король · f3 чорний пішак · f2 чорний пішак · f1 білий слон | d8 чорний слон · e8 біла тура · c7 чорний пішак · e7 чорний кінь · f7 чорний пішак · a6 білий ферзь · c6 білий пішак · f6 білий кінь · d5 чорна тура · e5 чорний кінь · f5 біла тура · g5 білий король · h5 чорний пішак · d4 чорний пішак · h4 білий кінь · c3 білий слон · d3 білий пішак · e3 чорний король · f3 чорний пішак · f2 чорний пішак · f1 білий слон | d8 чорний слон · e8 біла тура · c7 чорний пішак · e7 чорний кінь · f7 чорний пішак · a6 білий ферзь · c6 білий пішак · f6 білий кінь · d5 чорна тура · e5 чорний кінь · f5 біла тура · g5 білий король · h5 чорний пішак · d4 чорний пішак · h4 білий кінь · c3 білий слон · d3 білий пішак · e3 чорний король · f3 чорний пішак · f2 чорний пішак · f1 білий слон | d8 чорний слон · e8 біла тура · c7 чорний пішак · e7 чорний кінь · f7 чорний пішак · a6 білий ферзь · c6 білий пішак · f6 білий кінь · d5 чорна тура · e5 чорний кінь · f5 біла тура · g5 білий король · h5 чорний пішак · d4 чорний пішак · h4 білий кінь · c3 білий слон · d3 білий пішак · e3 чорний король · f3 чорний пішак · f2 чорний пішак · f1 білий слон | d8 чорний слон · e8 біла тура · c7 чорний пішак · e7 чорний кінь · f7 чорний пішак · a6 білий ферзь · c6 білий пішак · f6 білий кінь · d5 чорна тура · e5 чорний кінь · f5 біла тура · g5 білий король · h5 чорний пішак · d4 чорний пішак · h4 білий кінь · c3 білий слон · d3 білий пішак · e3 чорний король · f3 чорний пішак · f2 чорний пішак · f1 білий слон | 4 |
| 3 | d8 чорний слон · e8 біла тура · c7 чорний пішак · e7 чорний кінь · f7 чорний пішак · a6 білий ферзь · c6 білий пішак · f6 білий кінь · d5 чорна тура · e5 чорний кінь · f5 біла тура · g5 білий король · h5 чорний пішак · d4 чорний пішак · h4 білий кінь · c3 білий слон · d3 білий пішак · e3 чорний король · f3 чорний пішак · f2 чорний пішак · f1 білий слон | d8 чорний слон · e8 біла тура · c7 чорний пішак · e7 чорний кінь · f7 чорний пішак · a6 білий ферзь · c6 білий пішак · f6 білий кінь · d5 чорна тура · e5 чорний кінь · f5 біла тура · g5 білий король · h5 чорний пішак · d4 чорний пішак · h4 білий кінь · c3 білий слон · d3 білий пішак · e3 чорний король · f3 чорний пішак · f2 чорний пішак · f1 білий слон | d8 чорний слон · e8 біла тура · c7 чорний пішак · e7 чорний кінь · f7 чорний пішак · a6 білий ферзь · c6 білий пішак · f6 білий кінь · d5 чорна тура · e5 чорний кінь · f5 біла тура · g5 білий король · h5 чорний пішак · d4 чорний пішак · h4 білий кінь · c3 білий слон · d3 білий пішак · e3 чорний король · f3 чорний пішак · f2 чорний пішак · f1 білий слон | d8 чорний слон · e8 біла тура · c7 чорний пішак · e7 чорний кінь · f7 чорний пішак · a6 білий ферзь · c6 білий пішак · f6 білий кінь · d5 чорна тура · e5 чорний кінь · f5 біла тура · g5 білий король · h5 чорний пішак · d4 чорний пішак · h4 білий кінь · c3 білий слон · d3 білий пішак · e3 чорний король · f3 чорний пішак · f2 чорний пішак · f1 білий слон | d8 чорний слон · e8 біла тура · c7 чорний пішак · e7 чорний кінь · f7 чорний пішак · a6 білий ферзь · c6 білий пішак · f6 білий кінь · d5 чорна тура · e5 чорний кінь · f5 біла тура · g5 білий король · h5 чорний пішак · d4 чорний пішак · h4 білий кінь · c3 білий слон · d3 білий пішак · e3 чорний король · f3 чорний пішак · f2 чорний пішак · f1 білий слон | d8 чорний слон · e8 біла тура · c7 чорний пішак · e7 чорний кінь · f7 чорний пішак · a6 білий ферзь · c6 білий пішак · f6 білий кінь · d5 чорна тура · e5 чорний кінь · f5 біла тура · g5 білий король · h5 чорний пішак · d4 чорний пішак · h4 білий кінь · c3 білий слон · d3 білий пішак · e3 чорний король · f3 чорний пішак · f2 чорний пішак · f1 білий слон | d8 чорний слон · e8 біла тура · c7 чорний пішак · e7 чорний кінь · f7 чорний пішак · a6 білий ферзь · c6 білий пішак · f6 білий кінь · d5 чорна тура · e5 чорний кінь · f5 біла тура · g5 білий король · h5 чорний пішак · d4 чорний пішак · h4 білий кінь · c3 білий слон · d3 білий пішак · e3 чорний король · f3 чорний пішак · f2 чорний пішак · f1 білий слон | d8 чорний слон · e8 біла тура · c7 чорний пішак · e7 чорний кінь · f7 чорний пішак · a6 білий ферзь · c6 білий пішак · f6 білий кінь · d5 чорна тура · e5 чорний кінь · f5 біла тура · g5 білий король · h5 чорний пішак · d4 чорний пішак · h4 білий кінь · c3 білий слон · d3 білий пішак · e3 чорний король · f3 чорний пішак · f2 чорний пішак · f1 білий слон | 3 |
| 2 | d8 чорний слон · e8 біла тура · c7 чорний пішак · e7 чорний кінь · f7 чорний пішак · a6 білий ферзь · c6 білий пішак · f6 білий кінь · d5 чорна тура · e5 чорний кінь · f5 біла тура · g5 білий король · h5 чорний пішак · d4 чорний пішак · h4 білий кінь · c3 білий слон · d3 білий пішак · e3 чорний король · f3 чорний пішак · f2 чорний пішак · f1 білий слон | d8 чорний слон · e8 біла тура · c7 чорний пішак · e7 чорний кінь · f7 чорний пішак · a6 білий ферзь · c6 білий пішак · f6 білий кінь · d5 чорна тура · e5 чорний кінь · f5 біла тура · g5 білий король · h5 чорний пішак · d4 чорний пішак · h4 білий кінь · c3 білий слон · d3 білий пішак · e3 чорний король · f3 чорний пішак · f2 чорний пішак · f1 білий слон | d8 чорний слон · e8 біла тура · c7 чорний пішак · e7 чорний кінь · f7 чорний пішак · a6 білий ферзь · c6 білий пішак · f6 білий кінь · d5 чорна тура · e5 чорний кінь · f5 біла тура · g5 білий король · h5 чорний пішак · d4 чорний пішак · h4 білий кінь · c3 білий слон · d3 білий пішак · e3 чорний король · f3 чорний пішак · f2 чорний пішак · f1 білий слон | d8 чорний слон · e8 біла тура · c7 чорний пішак · e7 чорний кінь · f7 чорний пішак · a6 білий ферзь · c6 білий пішак · f6 білий кінь · d5 чорна тура · e5 чорний кінь · f5 біла тура · g5 білий король · h5 чорний пішак · d4 чорний пішак · h4 білий кінь · c3 білий слон · d3 білий пішак · e3 чорний король · f3 чорний пішак · f2 чорний пішак · f1 білий слон | d8 чорний слон · e8 біла тура · c7 чорний пішак · e7 чорний кінь · f7 чорний пішак · a6 білий ферзь · c6 білий пішак · f6 білий кінь · d5 чорна тура · e5 чорний кінь · f5 біла тура · g5 білий король · h5 чорний пішак · d4 чорний пішак · h4 білий кінь · c3 білий слон · d3 білий пішак · e3 чорний король · f3 чорний пішак · f2 чорний пішак · f1 білий слон | d8 чорний слон · e8 біла тура · c7 чорний пішак · e7 чорний кінь · f7 чорний пішак · a6 білий ферзь · c6 білий пішак · f6 білий кінь · d5 чорна тура · e5 чорний кінь · f5 біла тура · g5 білий король · h5 чорний пішак · d4 чорний пішак · h4 білий кінь · c3 білий слон · d3 білий пішак · e3 чорний король · f3 чорний пішак · f2 чорний пішак · f1 білий слон | d8 чорний слон · e8 біла тура · c7 чорний пішак · e7 чорний кінь · f7 чорний пішак · a6 білий ферзь · c6 білий пішак · f6 білий кінь · d5 чорна тура · e5 чорний кінь · f5 біла тура · g5 білий король · h5 чорний пішак · d4 чорний пішак · h4 білий кінь · c3 білий слон · d3 білий пішак · e3 чорний король · f3 чорний пішак · f2 чорний пішак · f1 білий слон | d8 чорний слон · e8 біла тура · c7 чорний пішак · e7 чорний кінь · f7 чорний пішак · a6 білий ферзь · c6 білий пішак · f6 білий кінь · d5 чорна тура · e5 чорний кінь · f5 біла тура · g5 білий король · h5 чорний пішак · d4 чорний пішак · h4 білий кінь · c3 білий слон · d3 білий пішак · e3 чорний король · f3 чорний пішак · f2 чорний пішак · f1 білий слон | 2 |
| 1 | d8 чорний слон · e8 біла тура · c7 чорний пішак · e7 чорний кінь · f7 чорний пішак · a6 білий ферзь · c6 білий пішак · f6 білий кінь · d5 чорна тура · e5 чорний кінь · f5 біла тура · g5 білий король · h5 чорний пішак · d4 чорний пішак · h4 білий кінь · c3 білий слон · d3 білий пішак · e3 чорний король · f3 чорний пішак · f2 чорний пішак · f1 білий слон | d8 чорний слон · e8 біла тура · c7 чорний пішак · e7 чорний кінь · f7 чорний пішак · a6 білий ферзь · c6 білий пішак · f6 білий кінь · d5 чорна тура · e5 чорний кінь · f5 біла тура · g5 білий король · h5 чорний пішак · d4 чорний пішак · h4 білий кінь · c3 білий слон · d3 білий пішак · e3 чорний король · f3 чорний пішак · f2 чорний пішак · f1 білий слон | d8 чорний слон · e8 біла тура · c7 чорний пішак · e7 чорний кінь · f7 чорний пішак · a6 білий ферзь · c6 білий пішак · f6 білий кінь · d5 чорна тура · e5 чорний кінь · f5 біла тура · g5 білий король · h5 чорний пішак · d4 чорний пішак · h4 білий кінь · c3 білий слон · d3 білий пішак · e3 чорний король · f3 чорний пішак · f2 чорний пішак · f1 білий слон | d8 чорний слон · e8 біла тура · c7 чорний пішак · e7 чорний кінь · f7 чорний пішак · a6 білий ферзь · c6 білий пішак · f6 білий кінь · d5 чорна тура · e5 чорний кінь · f5 біла тура · g5 білий король · h5 чорний пішак · d4 чорний пішак · h4 білий кінь · c3 білий слон · d3 білий пішак · e3 чорний король · f3 чорний пішак · f2 чорний пішак · f1 білий слон | d8 чорний слон · e8 біла тура · c7 чорний пішак · e7 чорний кінь · f7 чорний пішак · a6 білий ферзь · c6 білий пішак · f6 білий кінь · d5 чорна тура · e5 чорний кінь · f5 біла тура · g5 білий король · h5 чорний пішак · d4 чорний пішак · h4 білий кінь · c3 білий слон · d3 білий пішак · e3 чорний король · f3 чорний пішак · f2 чорний пішак · f1 білий слон | d8 чорний слон · e8 біла тура · c7 чорний пішак · e7 чорний кінь · f7 чорний пішак · a6 білий ферзь · c6 білий пішак · f6 білий кінь · d5 чорна тура · e5 чорний кінь · f5 біла тура · g5 білий король · h5 чорний пішак · d4 чорний пішак · h4 білий кінь · c3 білий слон · d3 білий пішак · e3 чорний король · f3 чорний пішак · f2 чорний пішак · f1 білий слон | d8 чорний слон · e8 біла тура · c7 чорний пішак · e7 чорний кінь · f7 чорний пішак · a6 білий ферзь · c6 білий пішак · f6 білий кінь · d5 чорна тура · e5 чорний кінь · f5 біла тура · g5 білий король · h5 чорний пішак · d4 чорний пішак · h4 білий кінь · c3 білий слон · d3 білий пішак · e3 чорний король · f3 чорний пішак · f2 чорний пішак · f1 білий слон | d8 чорний слон · e8 біла тура · c7 чорний пішак · e7 чорний кінь · f7 чорний пішак · a6 білий ферзь · c6 білий пішак · f6 білий кінь · d5 чорна тура · e5 чорний кінь · f5 біла тура · g5 білий король · h5 чорний пішак · d4 чорний пішак · h4 білий кінь · c3 білий слон · d3 білий пішак · e3 чорний король · f3 чорний пішак · f2 чорний пішак · f1 білий слон | 1 |
|   | a | b | c | d | e | f | g | h |   |

FEN: 3bR3/2p1np2/Q1P2N2/3rnRKp/3p3N/2BPkp2/5p2/5B2
1. Qc4! ~ Zz
1. ... S7~ 2. Rxf3#
1. ... S5~ 2. Sxd5#
Після вступного ходу білого ферзя чорні опиняються в стані цугцвангу. При довільному ході чорного коня «е7» зв'язується білий кінь «f6», але й зв'язується чорний кінь «е5», на зв'язку якого біла тура оголошує мат. При довільному ході чорного коня «е5» зв'язується біла тура «f5», але й зв'язується чорний кінь «е7», на зв'язку якого матує білий кінь.